# Quarentas Rangentes

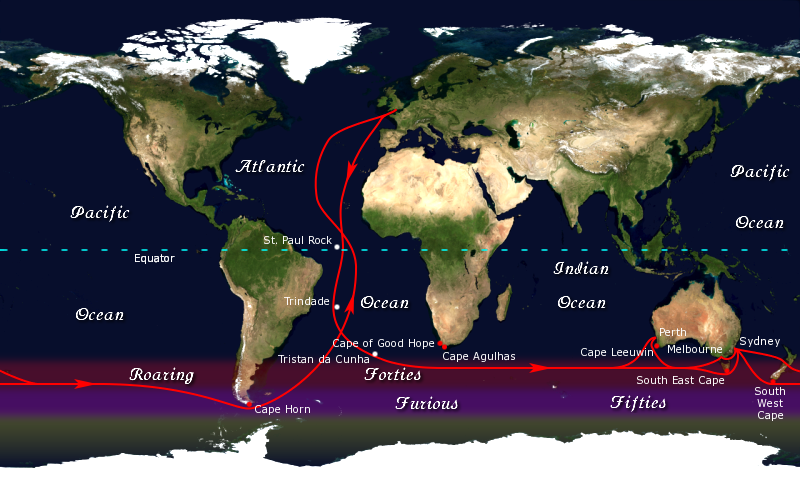
Os clippers do século XIX costumavam utilizar como rota os Roaring Forties.

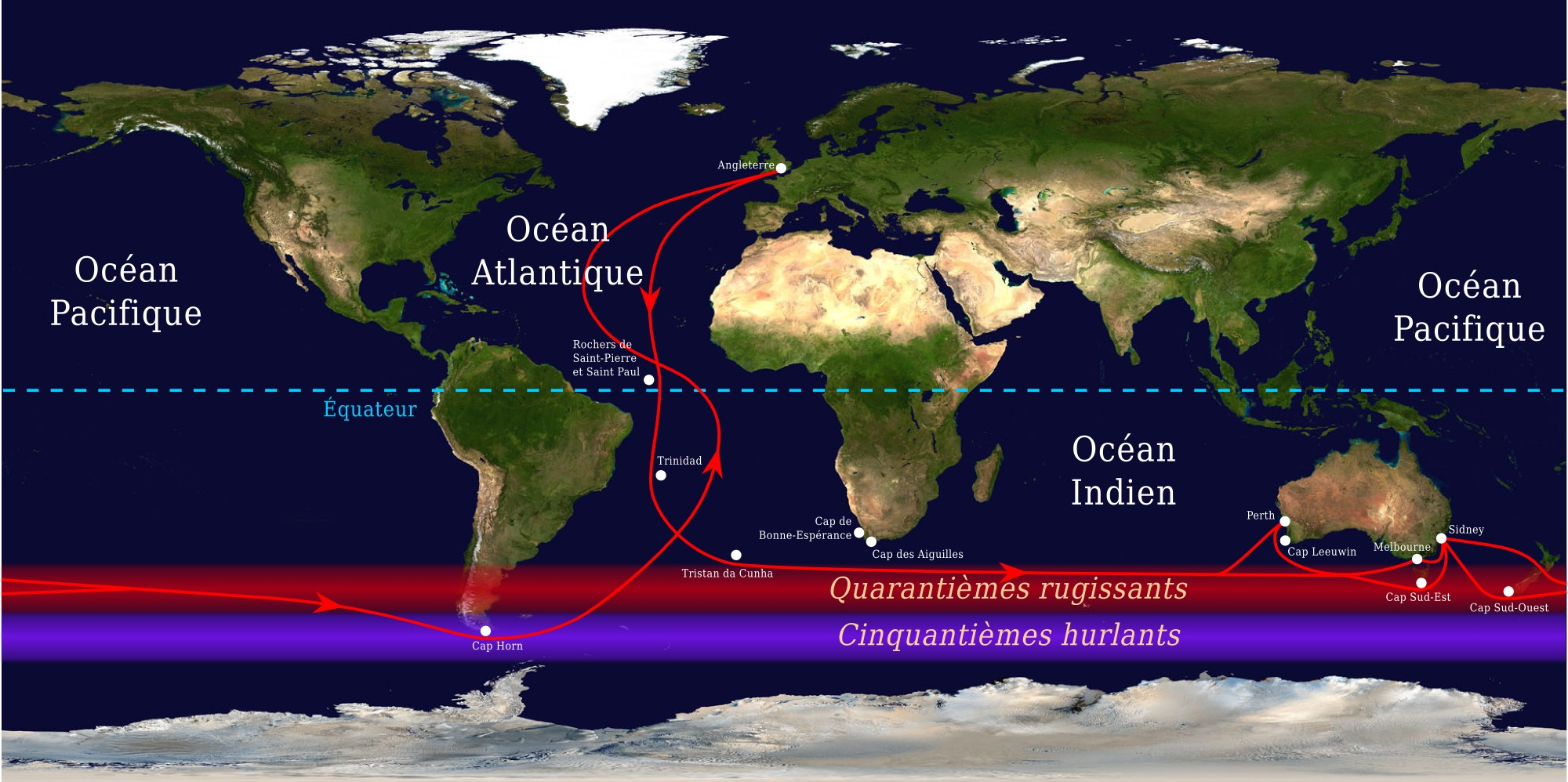
Rotas comerciais marítimas e localização dos "Quarentas Rugidores" (a vermelho na figura).

As Quarentas Rangentes ou Vendavais da Latitude 40, referindo-se à latitude 40 S (em inglês: Roaring Forties), são uma zona de fortes ventos existente entre os paralelos 40º S e 50ª S dos oceanos austrais, cuja orientação oeste-leste e força estão relacionadas com o efeito Coriolis. Esta corrente de ar foi descoberta pelo navegante neerlandês Hendrik Brouwer em 1610, que a converteu numa via rápida para navegar entre o sul de África e a colónia das Índias Orientais Neerlandesas (hoje Indonésia), na Insulíndia, pois precisava de atravessar o oceano Índico para chegar a Batávia ao serviço da Companhia Holandesa das Índias Orientais. Esta rota foi também conhecida como rota de Brouwer. Pelos fortes ventos dominantes é habitual ser considerada perigosa pelos navegantes. A sua existência foi importante na chamada rota dos clippers que ligava a Europa à Austrália, Nova Zelândia e Extremo Oriente, muito usada na Era da Navegação.
Em mares mais austrais encontram-se outros ventos de circulação ao longo de paralelos, que foram chamadas pelos marinheiros com nomes análogos aos "Roaring Forties", usando a latitude a que se situam: é o caso dos Howling Fifties ou Furious Fifties (50º S) e os Shrieking Sixties ou Screaming Sixties (60º S).